# Бруна Сурфистинья
Бруна Сурфистинья (псевдоним порт. Bruna Surfistinha — маленькая сёрфингистка Бруна, настоящее имя — Ракел Пашеку (порт. Raquel Pacheco), род. 28 октября 1984, Сорокаба, Сан-Паулу) — бразильская писательница, блогер; бывшая проститутка и порноактриса, ставшая известной после публикаций в блоге статей, рассказывавших о её сексуальном опыте как проститутки.

## Биография

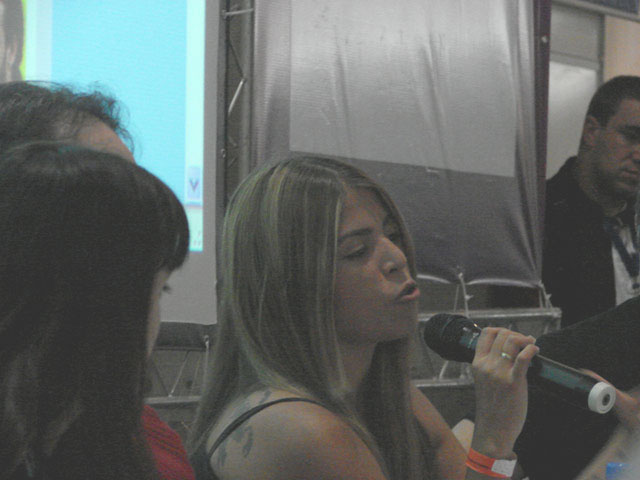
Бруна Сурфистинья на Campus Party, 2009 год

В младенчестве была удочерена довольно зажиточной семьёй. Однако отношения в семье были сложными. Часто случались конфликты, скандалы, проблемы в школе, анорексия, дело дошло даже до попытки самоубийства. Однажды Ракел украла и продала дорогое кольцо матери, за это отец её избивал три дня, после чего она решила уйти из дома.
Однако оказалось, что 17-летняя девушка не представляет никакой ценности на рынке труда. После нескольких неудачных попыток устроиться на прилично оплачиваемую работу Ракел оказалась в борделе. По её словам, только эта работа могла дать ей доход, к которому она привыкла, к тому же ей всегда нравился секс. Она считала данную работу временным приключением, и по её словам, принимала решение вполне осознанно.
В 2003 году для рекламы своих услуг и привлечения новых клиентов она завела блог, где под псевдонимом Бруны Сурфистиньи описывала жизнь проститутки, рассказывала о странностях и прихотях своих клиентов, оценивала их достижения в постели. Блог внезапно оказался очень популярным. Сама Ракел считает причиной внезапной популярности своего блога то, что в 2003 году она была единственной проституткой, решившейся подробно рассказать о своей жизни. Она много и с удовольствием писала о такой популярной теме как секс, к тому же по же блогу было видно, что она сильно выбивается из традиционного образа проститутки как девушки, доведённой обстоятельствами до подобной крайности. Блог оказался популярен не только среди мужчин, но и среди женщин. По словам Ракел, она получала много писем и сообщений от женщин, читавших её, чтобы узнать, чем мужчины любят заниматься в постели.
В 2004 году она впервые дала интервью одному из местных журналов. В 2005 году по сообщениям из её блога была выпущена книга «Сладкий яд скорпиона» (порт. O Doce Veneno do Escorpião). Книга была переведена на английский с названием: «Дневник бразильской девочки по вызову. Сладкий яд скорпиона» (англ. Diary of a Brazilian call girl. The Scorpion’s Sweet Venom) и опубликована в издательстве Bloomsbury Publishing в 2006 г. Вскоре книгу перевели ещё на пятнадцать языков.
Ракел стала известной уже не только в местной прессе. Она покончила с проституцией, в тот же день она подписала последнее сообщение в блоге, который посещало более 50 000 человек в сутки, настоящим именем. Ракел появлялась в различных бразильских телевизионных программах, в некоторых периодических изданиях, снялась в ряде бразильских порнофильмов.
По книге Ракел в 2011 году был снят фильм «Бруна Сурфистинья» с Деборой Секу в главной роли.
Оригинальный блог нынче не доступен для чтения, в новом блоге Ракел Пашеку предстаёт уже в образе примерной жены, хотя продолжает уделять много времени теме секса.